# Allianz
Allianz SE – niemieckie przedsiębiorstwo ubezpieczeniowe z siedzibą w Monachium, założone 5 lutego 1890 w Berlinie, notowane na giełdzie papierów wartościowych Börse Frankfurt we Frankfurcie nad Menem, wchodzące w skład indeksu DAX.
Allianz działa w 70 państwach na całym świecie i obsługuje 78 mln klientów, świadcząc usługi z zakresu ubezpieczeń majątkowych, życiowych oraz zarządzania aktywami. W niektórych krajach spółka prowadzi także działalność bankową. W październiku 2006 r. Allianz przekształcił się w spółkę europejską.

## Sponsoring w sporcie
Allianz jest sponsorem tytularnym kilku stadionów:
- Allianz Stadium w Turynie
- Allianz Arena w Monachium
- Allianz Riviera w Nicei
- Allianz Stadion w Wiedniu
- Allianz Field(inne języki) w Saint Paul
- Allianz Parque(inne języki) w São Paulo

## Allianz w Polsce
Od 1997 r. istnieje również polski oddział firmy o nazwie Allianz Polska, w ramach którego funkcjonują towarzystwa ubezpieczeń majątkowych i życiowych, towarzystwo funduszy inwestycyjnych oraz fundusz emerytalny. W latach 2008–2012 funkcjonował w Polsce Allianz Bank Polska SA.